# Saint-Martin-le-Châtel
Saint-Martin-le-Châtel és un municipi francès situat al departament de l'Ain i a la regió d'Alvèrnia-Roine-Alps. L'any 2007 tenia 771 habitants.

## Demografia

### Població
El 2007 la població de fet de Saint-Martin-le-Châtel era de 771 persones. Hi havia 286 famílies de les quals 44 eren unipersonals (24 homes vivint sols i 20 dones vivint soles), 91 parelles sense fills, 131 parelles amb fills i 20 famílies monoparentals amb fills.
La població ha evolucionat segons el següent gràfic:
Habitants censats

### Habitatges
El 2007 hi havia 308 habitatges, 284 eren l'habitatge principal de la família, 15 eren segones residències i 9 estaven desocupats. 291 eren cases i 16 eren apartaments. Dels 284 habitatges principals, 234 estaven ocupats pels seus propietaris, 49 estaven llogats i ocupats pels llogaters i 2 estaven cedits a títol gratuït; 1 tenia una cambra, 5 en tenien dues, 34 en tenien tres, 93 en tenien quatre i 152 en tenien cinc o més. 230 habitatges disposaven pel capbaix d'una plaça de pàrquing. A 92 habitatges hi havia un automòbil i a 178 n'hi havia dos o més.

### Piràmide de població
La piràmide de població per edats i sexe el 2009 era:
| Homes | Edats   | Dones |
| ----- | ------- | ----- |
| 0     | 95 o +  | 0     |
| 0     | 90 a 94 | 0     |
| 4     | 85 a 89 | 8     |
| 0     | 80 a 84 | 4     |
| 8     | 75 a 79 | 12    |
| 20    | 70 a 74 | 12    |
| 4     | 65 a 69 | 16    |
| 16    | 60 a 64 | 16    |
| 24    | 55 a 59 | 8     |
| 20    | 50 a 54 | 16    |
| 20    | 45 a 49 | 20    |
| 24    | 40 a 44 | 32    |
| 48    | 35 a 39 | 32    |
| 32    | 30 a 34 | 20    |
| 20    | 25 a 29 | 16    |
| 8     | 20 a 24 | 8     |
| 36    | 15 a 19 | 24    |
| 16    | 10 a 14 | 8     |
| 28    | 5 a 9   | 36    |
| 24    | 0 a 4   | 8     |

## Economia
El 2007 la població en edat de treballar era de 499 persones, 404 eren actives i 95 eren inactives. De les 404 persones actives 384 estaven ocupades (202 homes i 182 dones) i 20 estaven aturades (12 homes i 8 dones). De les 95 persones inactives 36 estaven jubilades, 40 estaven estudiant i 19 estaven classificades com a «altres inactius».

### Ingressos
El 2009 a Saint-Martin-le-Châtel hi havia 286 unitats fiscals que integraven 807,5 persones, la mediana anual d'ingressos fiscals per persona era de 18.551 €.

### Activitats econòmiques
Dels 23 establiments que hi havia el 2007, 3 eren d'empreses alimentàries, 2 d'empreses de fabricació d'altres productes industrials, 6 d'empreses de construcció, 4 d'empreses de comerç i reparació d'automòbils, 1 d'una empresa de transport, 1 d'una empresa d'hostatgeria i restauració, 1 d'una empresa financera, 1 d'una empresa immobiliària, 3 d'empreses de serveis i 1 d'una empresa classificada com a «altres activitats de serveis».
Dels 5 establiments de servei als particulars que hi havia el 2009, 1 era un paleta, 1 guixaire pintor, 1 lampisteria, 1 electricista i 1 restaurant.
Els 2 establiments comercials que hi havia el 2009 eren fleques.
L'any 2000 a Saint-Martin-le-Châtel hi havia 28 explotacions agrícoles que ocupaven un total de 1.045 hectàrees.

## Equipaments sanitaris i escolars
El 2009 hi havia una escola elemental.

## Poblacions més properes
El següent diagrama mostra les poblacions més properes.